# Ivan Bakajev
Ivan Petrovitj Bakajev (ryska: Иван Петрович Бакаев), född 1887 i Guvernementet Saratov, död 25 augusti 1936 i Moskva, var en sovjetisk bolsjevikisk politiker. 

## Biografi
Ivan Bakajev blev medlem i Rysslands socialdemokratiska arbetareparti år 1906. Under en kort tid var han chef för tjekan i Petrograd. Han hade senare olika ämbeten inom Sovjetunionens näringsliv. Bakajev tillhörde vänsteroppositionen.
I samband med den stora terrorn greps Bakajev och åtalades vid den första Moskvarättegången den 19–24 augusti 1936; han erkände bland annat att han tillsammans med Grigorij Jevdokimov, Grigorij Zinovjev och Lev Kamenev hade organiserat mordet på Sergej Kirov. Bakajev dömdes till döden och avrättades genom arkebusering den 25 augusti 1936.
Ivan Bakajev rehabiliterades år 1988.